# Christian Broadcasting Network
Christian Broadcasting Network (CBN) – ewangelikalna telewizyjna stacja nadawcza w Stanach Zjednoczonych, założona w 1961 roku przez teleewangelistę Pata Robertsona. Zajmuje się produkcją i dystrybucją mediów. Jej siedziba oraz główne studia znajdują się w Virginia Beach.
Telewizja CBN nadaje różne programy chrześcijańskie, o charakterze religijnym. Jednymi z najważniejszych programów jest Klub 700, programy informacyjne CBN NewsWatch i Christian World News. Ważnym elementem nadawania CBN jest praca w międzynarodowej organizacji humanitarnej Operation Blessing. Nadaje programy w ponad 70 językach.
CBN było opisywane jako organizacja będąca "na czele wojen kulturowych od momentu powstania sieci na początku lat 60".

## Historia

### Początki
Christian Broadcasting Network (CBN) zostało założone w 1960 roku w Portsmouth, Wirginia, przez Pata Robertsona, który niedawno stał się nowonarodzonym chrześcijaninem. Stacja weszła na rynek nadawczy w 1961 roku, uruchamiając swoją flagową stację WYAH-TV. Programy CBN były finansowane przez drobne datki od osób prywatnych i lokalnych kościołów.

### Lata 60. i 70.
W 1966 roku na WYAH rozpoczął się codzienny program rozmów, który ostatecznie przekształcił się w dobrze znany „The 700 Club”. W 1977 roku CBN uruchomiło religijny kanał satelitarny w USA, a także założyło uniwersytet CBN University, który miał na celu kształcenie liderów z chrześcijańskimi wartościami.

### Lata 80.
W latach 80. CBN przeniosło swoją główną siedzibę do Virginia Beach, gdzie rozpoczęło produkcję serii anime „Superbook”, która zyskała popularność na całym świecie. W 1988 roku kanał CBN zmienił nazwę na The CBN Family Channel, który później stał się The Family Channel.

### Lata 90.
W latach 90. CBN skupiło się na międzynarodowej ekspansji, uruchamiając programy w Związku Radzieckim, Azji, Afryce i Europie. Uniwersytet CBN zmienił nazwę na Regent University. W 1997 roku Family Channel został sprzedany News Corporation, co umożliwiło dalszy rozwój stacji.

### Lata późniejsze
W XXI wieku CBN kontynuowało rozwój, uruchamiając nowe programy i kanały telewizyjne na całym świecie, w tym CBN News Channel oraz reboot serii „Superbook”. Stacja miała również bliskie relacje z administracją Donalda Trumpa, co przyniosło jej dostęp do wywiadów z kluczowymi osobistościami.